# Adri Dees
Adriaan Abraham (Adri) Dees (Wissenkerke, 5 oktober 1942 - Winsum, 1 februari 2021) was een Nederlands politicus van de VVD.
Hij was de zoon van een boer en zelf afgestudeerd aan de Landbouwhogeschool Wageningen. Hij werkte daarna als stafmedewerker bij Thomassen & Drijver-Verblifa in Deventer. Daarnaast was Dees ook actief in de lokale politiek; zo werd hij op z'n 32-ste gemeenteraadslid in Bathmen en rond 1983 werd hij daar wethouder. In 1985 werd Dees de burgemeester van Zuidhorn en in 1990 volgde zijn benoeming tot burgemeester van Winsum wat hij tot zijn vervroegde pensionering in mei 2004 zou blijven. In 2021 overleed hij op 78-jarige leeftijd.